# Сум, Юнис
Юнис Джепкоэч Сум — кенийская легкоатлетка, бегунья на средние дистанции, которая специализируется на дистанции 800 метров. Чемпионка мира 2013 года в беге на 800 метров с результатом 1.57,38. Серебряная призёрка чемпионата Африки 2012 года с результатом 1.59,13. На олимпийских играх 2012 года не смогла пройти дальше первого круга соревнований, заняв лишь 10-е место в своём забеге. На чемпионате мира 2011 года смогла дойти до полуфинала.
Победительница соревнований World Challenge Beijing 2013 года на дистанции 1500 метров с результатом 4.04,49. Победительница Бриллиантовой лиги 2013 года.
Личный рекорд в беге на 1500 метров — 4.02,05.

## Сезон 2014 года
9 мая стала победительницей этапа Бриллиантовой лиги Qatar Athletic Super Grand Prix — 1.59,33. 5 июня выиграла Golden Gala с результатом 1.59,49. 11 июня выиграла ExxonMobil Bislett Games — 1.59,02.
7 июня выиграла чемпионат Кении — 2.01,82.